# هنري جي
الدكتور هنري جي (بالإنجليزية: Henry Gee)‏ ولد يوم 24 أبريل 1960 في لندن ببريطانيا متخصص في الباليوأنثلروبولوجيا والبيولوجية التطورية، وأحد كبار المحررين في مجلة ناتشر، حصل على الباكالوريوس في العلوم وارتاد بعدها جامعة ليدز وحصل كذلك على دكتورة في الفلسفة في جامعة كامبريدج.

## أعماله
- كتاب "قصة قصيرة جداً للحياة على الأرض"، الذي صدرت ترجمته الفرنسية عن دار نشر "جان كلود لاتيس" في باريس 2024، والذي حاز على جائزة الجمعية الملكية للكتاب العلمي عام 2022.[2][3]